# Hans Mathisen
Hans Jakob Mathisen (Fredrikstad, 17 febbraio 1937) è un ex calciatore norvegese, di ruolo difensore.

## Carriera

### Club
Soprannominato Jappen, giocò per il Fredrikstad dal 1956 al 1968. Con questa maglia, vinse due campionati (1959-1960 e 1960-1961) e due edizioni della Norgesmesterskapet (1961 e 1966).

### Nazionale
Conta 5 presenze per la Norvegia. Esordì il 20 maggio 1959, nella sconfitta per 0-1 contro l'Austria.

## Palmarès

### Club

#### Competizioni nazionali
- Campionato norvegese: 2

Fredrikstad: 1959-1960, 1960-1961
- Coppa di Norvegia: 2

Fredrikstad: 1961, 1966